# Arčoni
Arčoni so zaselek v Občini Renče - Vogrsko.